# شوالیه‌های زودیاک (فیلم)
شوالیه‌های زودیاک (انگلیسی: Knights of the Zodiac) که در ژاپن با نام Saint Seiya: The Beginning (ژاپنی: 聖闘士星矢 The Beginning هپبورن: Seinto Seiya Za Biginingu) شناخته می‌شود، یک فیلم اکشن فانتزی محصول ۲۰۲۳ به کارگردانی تومک باگینسکی بر اساس فیلمنامه‌ای از ماتش کمپکن و کیل موری است. بر اساس مانگا شوالیه‌های زودیاک اثر ماسامی کورومادا. در این فیلم ماکنیو، فامکه جانسن، مدیسون ایزمن، دیگو تینوکو، مارک داکاسکوس، نیک استال و شان بین به ایفای نقش پرداخته‌اند.

## بازیگران
- مکنیو در نقش سیا شوالیه پگاسوس
- فامکه یانسن در نقش واندر گوراد
- مدیسون ایزمن در نقش سینا / آتنا
- دیگو تینوکو در نقش نرو شوالیه ققنوس
- مارک داکاسکو در نقش مایلاک
- نیک استال در نقش کاسیوس
- شان بین در نقش المان کیدو
- کیتلین هاتسون در نقش مارین شوالیه عقاب
- کیتی موی در نقش صدای مارین
- تی جی استورم در نقش داکراتس
- دیوید تورک در نقش جکی هیولا

## فیلمبرداری
فیلمبرداری بین ژوئیه و سپتامبر ۲۰۲۱ در مجارستان انجام شد.

## انتشار
این فیلم در ۲۷ آوریل ۲۰۲۳ در آمریکای لاتین و در ۲۸ آوریل در ژاپن اکران شد. در ۱۲ می در ایالات متحده منتشر شد